# Специјална библиотека за слијепа и слабовида лица Републике Српске
Специјална библиотека за слијепа и слабовида лица Републике Српске (СБССРС) је средишња библиотека Републике Српске, намијењена за слијепа и слабовида лица. СБССРС је научна и културна јавна установа која се налази у улици Фране Супила 31 у Бањалуци. Библиотека је основана одлуком Владе Републике Српске на сједници одржаној 13. јула 2006. године а званично је регистрована 17. јула 2007. године.

## Дјелатност библиотеке
Библиотека за слијепа и слабовида лица Републике Српске се, осим својом основном дјелатношћу прикупљања, обраде и издавања библиотечке грађе у корисницима доступним форматима, бави и издавачком дјелатношћу, која обухвата штампање брајевих књига и часописа те тонско снимање, обраду и умножавање књига и часописа у звучном mp3 формату.
Библиотека издаје звучни часопис за културу, умјетност и науку "Хомер" и културно-научни и информативно-забавни часопис на брајевом писму "Ријечи у прстима".

## Аудио брај клуб читаоница за слијепа и слабовида лица
Библиотека је у сарадњи са Савезом слијепих Републике Српске, отворила, Аудио брај клуб читаоницу за слијепа и слабовида лица (АБКЧ)у више народних библиотека на територији Републике Српске.
Одјељење у Источном Сарајеву је ојељење Матичне библиотеке намијењено општем образовању, информисању и задовољавању културних потреба слијепих и слабовидих лица. На подручју сарајевско-романијске регије живи око 150 слијепих и слабовидих особа, које полазећи од тога да су „сви људи по природном праву једнаки“ теже пуном и ефективном учешћу и укључености у друштво, равноправности и остварењу својих права. Културна права, као једна од темељних људских права, укључују право на образовање и уживање у бенефицијама културне слободе и научног прогреса.
28. јануара 2016. године у Народној библиотеци Филип Вишњић у Бијељини Специјална библиотека за слијепа и слабовида лица Републике Српске у сарадњи са савезом слијепих града Бијељине, је отворила Аудио брај интернет клуб читаоницу.